# 브루스 수터
하워드 브루스 수터(Howard Bruce Sutter, /ˈsuːtər/, 1953년 1월 8일 ~ 2022년 10월 13일)는 미국의 전 프로 야구 선수로, 1970년대와 80년대에 메이저 리그 베이스볼(MLB)에서 구원 투수로 활약하였다. 12시즌 동안 내셔널 리그(NL)의 시카고 컵스, 세인트루이스 카디널스, 애틀랜타 브레이브스에서 뛰었다. 통산 661경기에 출전해 1042이닝을 던지며 68승 71패, 300세이브, 2.83의 평균자책점을 기록했다. 2006년 야구 명예의 전당에 입성했다.